# Lijst van nummer 1-hits in Nieuw-Zeeland in 2010
Deze hits stonden in 2010 op nummer 1 in de RIANZ Top 40, de bekendste hitlijst in Nieuw-Zeeland.
| Datum        | Artiest                             | Titel                    |
| ------------ | ----------------------------------- | ------------------------ |
| 4 januari    | Stan Walker                         | Black box                |
| 11 januari   | Stan Walker                         | Black box                |
| 18 januari   | Stan Walker                         | Black box                |
| 25 januari   | Stan Walker                         | Black box                |
| 1 februari   | Stan Walker                         | Black box                |
| 8 februari   | Stan Walker                         | Black box                |
| 15 februari  | Timbaland & Katy Perry              | If we ever meet again    |
| 22 februari  | Timbaland & Katy Perry              | If we ever meet again    |
| 1 maart      | Timbaland & Katy Perry              | If we ever meet again    |
| 8 maart      | Timbaland & Katy Perry              | If we ever meet again    |
| 15 maart     | J.Williams & Scribe                 | You got me               |
| 22 maart     | J.Williams & Scribe                 | You got me               |
| 29 maart     | J.Williams & Scribe                 | You got me               |
| 5 april      | J.Williams & Scribe                 | You got me               |
| 12 april     | Usher & Will.i.am                   | OMG                      |
| 19 april     | Usher & Will.i.am                   | OMG                      |
| 26 april     | Usher & Will.i.am                   | OMG                      |
| 3 mei        | Usher & Will.i.am                   | OMG                      |
| 10 mei       | B.o.B & Hayley Williams of Paramore | Airplanes                |
| 17 mei       | B.o.B & Hayley Williams of Paramore | Airplanes                |
| 24 mei       | B.o.B & Hayley Williams of Paramore | Airplanes                |
| 31 mei       | B.o.B & Hayley Williams of Paramore | Airplanes                |
| 7 juni       | B.o.B & Hayley Williams of Paramore | Airplanes                |
| 14 juni      | The Naked and Famous                | Young blood              |
| 21 juni      | The Naked and Famous                | Young blood              |
| 28 juni      | Katy Perry & Snoop Dogg             | California gurls         |
| 5 juli       | Katy Perry & Snoop Dogg             | California gurls         |
| 12 juli      | Katy Perry & Snoop Dogg             | California gurls         |
| 19 juli      | Eminem & Rihanna                    | Love the way you lie     |
| 26 juli      | Eminem & Rihanna                    | Love the way you lie     |
| 2 augustus   | Eminem & Rihanna                    | Love the way you lie     |
| 9 augustus   | Eminem & Rihanna                    | Love the way you lie     |
| 16 augustus  | Taio Cruz                           | Dynamite                 |
| 23 augustus  | Taio Cruz                           | Dynamite                 |
| 30 augustus  | Katy Perry                          | Teenage dream            |
| 6 september  | Katy Perry                          | Teenage dream            |
| 13 september | Katy Perry                          | Teenage dream            |
| 20 september | Katy Perry                          | Teenage dream            |
| 27 september | Rihanna                             | Only girl (In the world) |
| 4 oktober    | Bruno Mars                          | Just the way you are     |
| 11 oktober   | Bruno Mars                          | Just the way you are     |
| 18 oktober   | Brooke Fraser                       | Something in the water   |
| 25 oktober   | Far East Movement, Cataracs & Dev   | Like a G6                |
| 1 november   | Far East Movement, Cataracs & Dev   | Like a G6                |
| 8 november   | Far East Movement, Cataracs & Dev   | Like a G6                |
| 15 november  | Katy Perry                          | Firework                 |
| 22 november  | Katy Perry                          | Firework                 |
| 29 november  | Katy Perry                          | Firework                 |
| 6 december   | The Black Eyed Peas                 | The time (Dirty bit)     |
| 13 december  | The Black Eyed Peas                 | The time (Dirty bit)     |
| 20 december  | Bruno Mars                          | Grenade                  |
| 27 december  | Bruno Mars                          | Grenade                  |